# Musketier
Musketier – niemieckie przedsiębiorstwo branży motoryzacyjnej zajmujące się tuningiem samochodów Citroën, Peugeot, Maserati i Toyota. Przedsiębiorstwo zostało założone w 1974 roku, a jego siedziba znajduje się w Oberhausen, w Nadrenii Północnej-Westfalii.